# Kangtsha Gönchen
| Tibetische Bezeichnung                      |
| ------------------------------------------- |
| Tibetische Schrift: རྐང་ཚ་དགོན་ཆེན་            |
| Wylie-Transliteration: rkang tsha dgon chen |
| Andere Schreibweisen: Kangtsa Gonchen       |
| Chinesische Bezeichnung                     |
| Traditionell: 剛察大寺                      |
| Vereinfacht: 刚察大寺                       |
| Pinyin:Gangcha Dasi; Gangcha Da Si          |

Kangtsha Gönchen oder Kangtsha-Kloster (tib.: rkang tsha dgon chen) ist ein 1915 gegründetes Kloster der Gelugpa-Schule des tibetischen Buddhismus in Nord-Amdo. Es liegt im Kreis Gangca (Kangtsha) der nordwestchinesischen Provinz Qinghai.
Es ist ein Filialkloster des Detsha-Klosters (lde tsha’i dgon pa) in Hualong der Hui (Qinghai).
Das Kloster steht seit 2008 auf der Liste der Denkmäler der Provinz Qinghai (8–57).

### Nachschlagewerke
- Zangzu da cidian. Lanzhou 2003